# Hermanas de Santa Eduviges
La Congregación de Hermanas de Santa Eduviges (oficialmente en latín: Congregatio Sororum Sancte Hedvigs) es un instituto religioso católico femenino, de vida apostólica y de derecho pontificio, fundado en 1859 por el sacerdote polaco Robert Spiske en Breslavia. A las religiosas de este instituto se les conoce como eduviginas y posponen a sus nombres las siglas C.S.S.H.

## Historia

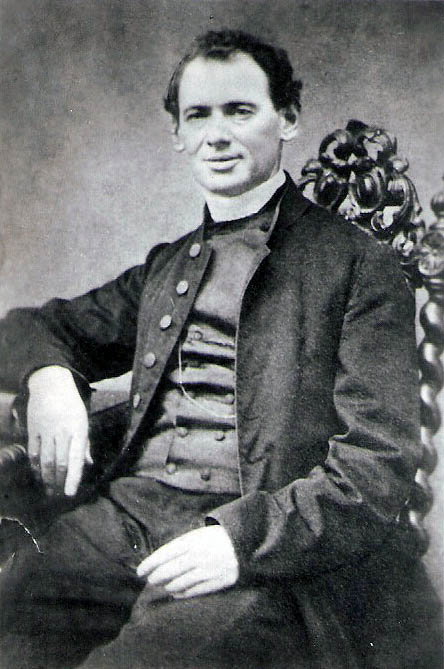
Robert Spiske (1821-1888), fundador de la congregación, es considerado venerable en la Iglesia católica.

Los orígenes de la congregación resalen a 1848, cuando el sacerdote polaco Robert Spiske fundó en Breslavia una asociación intitulada a santa Eduviges, compuesta por viudas y jóvenes dedicadas a la asistencia de los jóvenes abandonados y de los ancianos. En 1858, Spike se encontró en Roma, con el papa Pío IX, que bendijo la obra y apoyó la idea de transformala en un instituto religioso de vida consagrada. Las primeras aspirantes profesaron sus votos el 14 de julio de 1859.
Las leyes antirreligiosas de Prusia, de 1875, puso cargas pesadas sobre los institutos religiosos, por lo cual las hermanas tuvieron que huir a Austria-Hungría, estableciendo la casa general en Nezamyslice. Solo pudieron regresar a sus antiguas comunidades en 1899. El instituto fue elevado a la categoría de congregación pontificia por el papa Pío IX, mediante decretum laudis del 1872 y agregada a la Orden de San Agustín el 25 de marzo de 1959.

## Organización
La Congregación de Hermanas de Santa Eduviges es un instituto religioso de derecho pontificio y centralizado, cuyo gobierno es ejercido por una superiora general. La sede central se encuentra en Berlín (Alemania).
Las eudiviginas se dedican a la educación de la juventud y a la atención de los enfermos. En 2017, el instituto contaba con 239 religiosas y 35 comunidades, presentes en Austria, Alemania, Dinamarca, Polonia y República Checa.